# Lufthansa Regional
Lufthansa Regional – porozumienie regionalnych linii lotniczych wykonujących połączenia krótkiego zasięgu dla Lufthansy.